# نجمة الفارس القرمزية
نجمة الفارس القرمزية (الاسم العلمي:Hippeastrum puniceum) هي نوع من النباتات تتبع جنس نجمة الفارس من الفصيلة النرجسية.